# DKK2
DKK2‏ (Dickkopf WNT signaling pathway inhibitor 2) هوَ بروتين يُشَفر بواسطة جين DKK2 في الإنسان.